# María Paz Bogado
María Paz Bogado Villalba (Capiatá, 15 de abril de 2001) es una futbolista paraguaya que juega como defensa en Coquimbo Unido de la Primera División de fútbol femenino de Chile.

## Trayectoria
Empezó su carrera en Deportivo Capiatá, cuadro donde disputó la Copa Libertadores Femenina en las ediciones de 2017 y 2021. 
Para 2022 tiene su primera experiencia en el extranjero, siendo confirmada como nuevo refuerzo de Fernández Vial, cuadro con el que llegó a semifinales del torneo nacional. 
En 2023 firma contrato con Coquimbo Unido, en el retorno de las piratas a la Primera División. 

## Selección nacional
Participó con la selección paraguaya sub-17 en el Campeonato Sudamericano de 2018.  Luego, formó parte de la elección paraguaya sub-20 en el Campeonato Sudamericano de 2020. 

## Clubes
| Club              | País     | Año           |
| ----------------- | -------- | ------------- |
| Deportivo Capiatá | Paraguay | 2017-2021     |
| Fernández Vial    | Chile    | 2022          |
| Coquimbo Unido    | Chile    | 2023-presente |

## Palmarés

### Campeonatos nacionales
| Título               | Equipo            | Año    |
| -------------------- | ----------------- | ------ |
| Campeonato Paraguayo | Deportivo Capiatá | C-2017 |